# Замок Лейксліп
Замок Лейксліп (англ. Leixlip Castle, ірл. Caisleán na Léim an Bhradáin) — кашлен на Лем ан Брадан — один із замків Ірландії, розташований в графстві Кілдер. Замок розташований біля місця злиття річок Ліффі та Рай. У давні часи тут проходив кордон між королівствами Лейнстер та Брега.

## Історія замку Лейксліп
Замок Лейксліп був побудований у 1172 році лицарем Адамом де Херефордом — соратником графа Стронгбоу після англо-норманського завоювання Ірландії. Це одна з найдавніших кам'яних населених оборонних споруд Ірландії. Назва замку перекладається як «Стрибок лосося». На цьому місці у 917 році відбулась битва між вікінгами та ірландцями. Військо короля вікінгів Сігтрігга Кеха з королівства Дублін розгромило військо короля Лейнстеру. Перше укріплене поселення на цьому місці — це було поселення вікінгів. У середні віки це було місце до якого могли вільно допливати кораблі з моря. Потім у цьому місці проходив кордон Пейлу — англійської колонії в Ірландії. Замок використовувався як мисливський дім під час полювання королем Англії Джоном Безземельним, коли він носив титул лорда Ірландії і відвідував свої володіння в Ірландії в 1185 році. У 1316 року вирувала війна за незалежність Ірландії, яку очолював Едвард Брюс, якого проголосили верховним королем Ірландії. У цьому році Едвард Брюс обложив замок Лексліп. Замок витримав облогу. У 1567 році замок Лейксліп купив суддя Ніколас Вайт. Його нащадки жили в цьому замку до 1728 року. Наступним власником замку був Вільям Коннолі, що до того жив в Кастлтаун-Хаус. Він купив замок разом з маєтком навколо нього площею 809 акрів за £ 12 000. Різні люди жили в замку Лейксліп. Серед відомих людей тут жив архієпископ Стоун — протестантський проповідник у 1750-тих роках. У замку жив віце-король лорд Тауншенд у 1770 році, жив лорд Вотерпарк, жив барон Де Робекко, що потонув в річці Салмон-Ліп. У 1922 році замок став резиденцією посла Франції в Ірландській вільній державі. У 1945 році замок купив Вільям Каван. У 1958 році замок купив його високо поважність Десмонд Гіннес.
У замку збереглися старовинні гобелени, старовинна бібліотека, старовинні килими, старовинні картини, ескізи, гравюри, креслення. У 1755 році біля замку був побудований перший завод по виробництву пива Артуром Гіннесом. Потім цей завод переїхав в Сент-Джеймс Гейт Бревері, що в Дубліні. Це сталося в 1759 році.